# Steenwijkerwold
Steenwijkerwold (Nedersaksisch: Steenwiekerwold) is een dorp in de Nederlandse provincie Overijssel, gelegen 3 kilometer ten noordwesten van Steenwijk. Het dorp behoort tot de gemeente Steenwijkerland en telt ongeveer 1.890 inwoners. Het ligt in de 'Kop van Overijssel'.
Vroeger werd de benaming gebruikt om een bosrijke streek rond Steenwijk aan te duiden (gewestelijk: wold=woud). De verschillende gehuchten in deze streek zouden later onder de gemeente Steenwijkerwold vallen. Het huidige dorp Steenwijkerwold bestaat uit de vergroeide gehuchten Gelderingen en Kerkbuurt, en het iets verder gelegen Thij. De zelfstandige gemeente Steenwijkerwold werd op 1 januari 1973 samengevoegd met de toenmalige gemeente Steenwijk.
Het liefdesgesticht "De Voorzienigheid" had in Gelderingen een groot gebouwencomplex waarvan de pedagogische academie landelijke bekendheid verwierf door haar werkwijze (Jenaplan). Het complex brandde in de jaren 90 uit en heeft plaatsgemaakt voor een nieuwbouwwijk.
Steenwijkerwold heeft ook een voetbalclub: SV Steenwijkerwold.
Steenwijkerwold is per openbaar vervoer te bereiken met buslijn 70 (Zwartsluis - Steenwijk - Oldemarkt).

## Geboren
- Harmanus Schipper (1909-1945), tandarts en verzetsstrijder
- Johannes Wardenier (1912-1960), uitvinder
- Johannes ter Schure (1922-2003), bisschop van Bisdom 's-Hertogenbosch (1985-1998)
- Herman Nieweg (1932–1999), beeldhouwer en ceramist
- Jan Pit (1941-2008), zendeling, christelijk schrijver en spreker
- Jan Bruggen (1955), dichter en prozaïst

## Bekende inwoners
- Josje Huisman (1986), voormalig zangeres van K3 en danseres - (opgegroeid in Steenwijkerwold)
- Carla Zielman (1984), marathonschaatsster
- Sophie van Kleef, bekend uit het liedje Zij dronk ranja met een rietje, mijn Sophietje
- Jeffrey Buis (2001), Wereldkampioen supersport 300 world championship 2020

## Evenementen
- Dicky Woodstock